# Gallmjölkebrokmal
Gallmjölkebrokmal, Mompha sturnipennella är en fjärilsart som först beskrevs av Georg Friedrich Treitschke 1833. Enligt Catalogue of Life är det vetenskapliga namnet istället Mompha nodicolella beskriven med det namnet av Fuchs 1902. Gallmjölkebrokmal ingår i släktet Mompha, och familjen brokmalar, Momphidae. Arten är reproducerande i Sverige. Inga underarter finns listade i Catalogue of Life.

## Bildgalleri

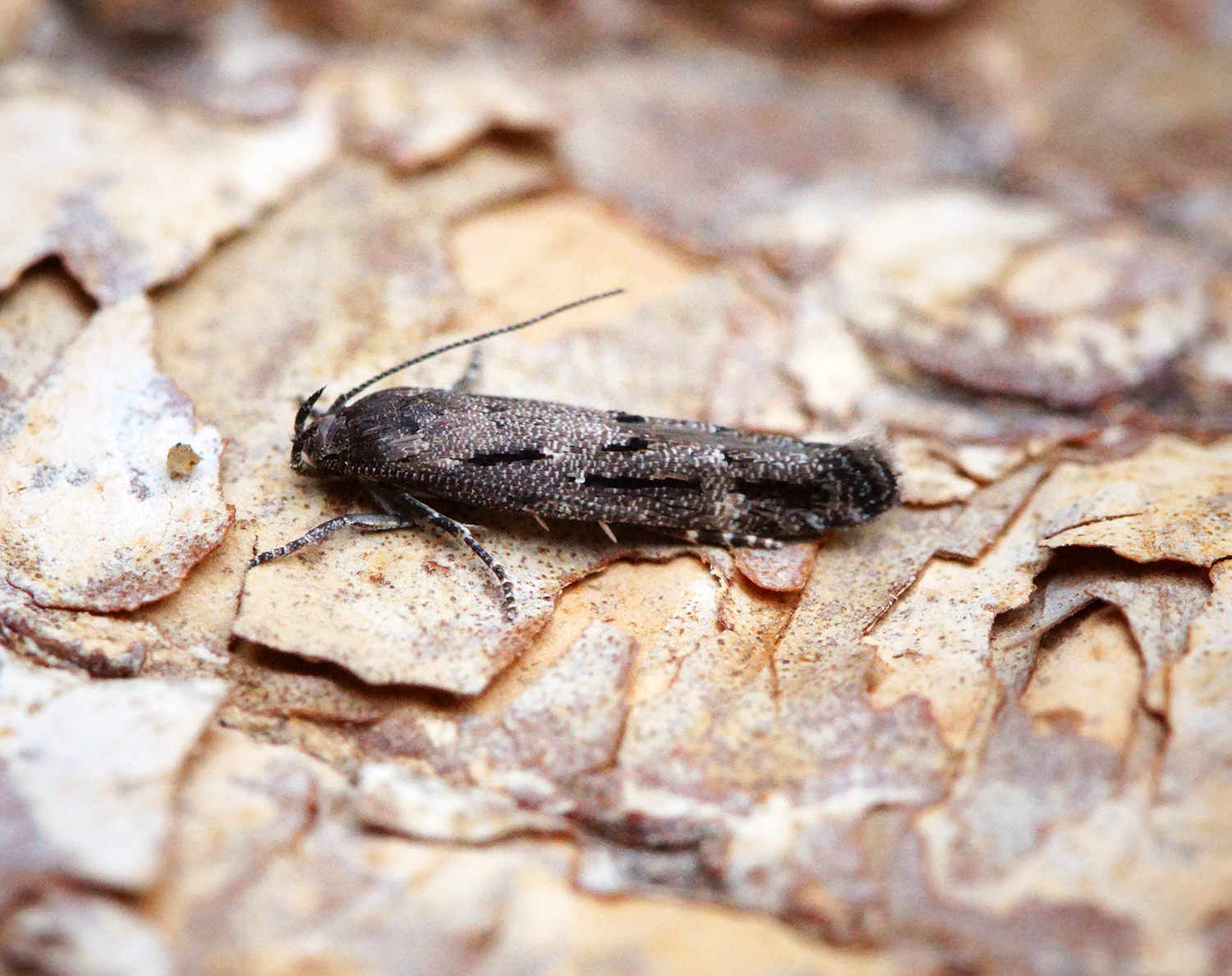
Imago fjäril
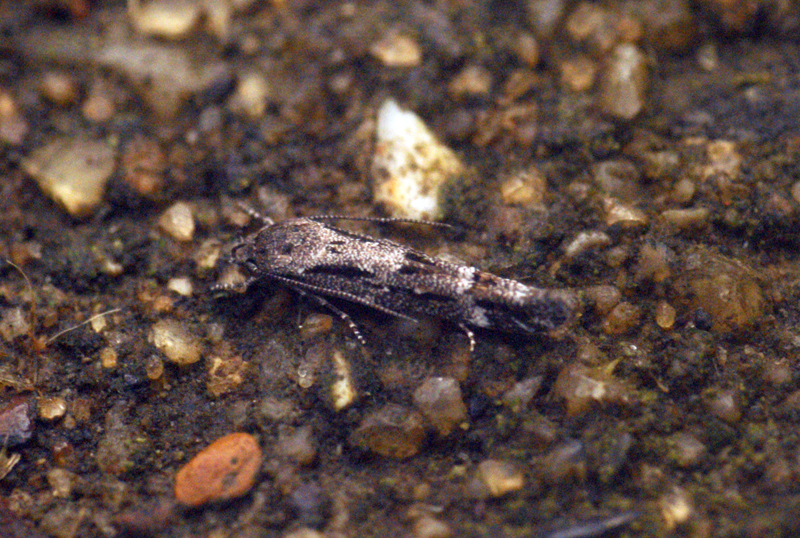
Imago fjäril
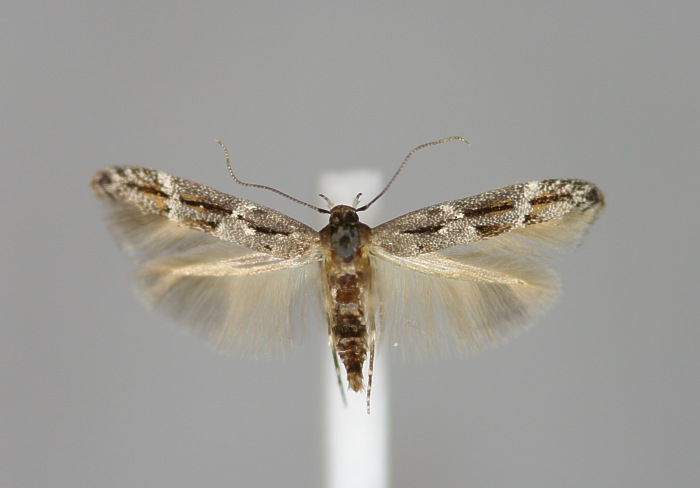
Insamlat och preparerat djur